# 핀란드 능동저항당
핀란드 능동저항당(핀란드어: Suomen aktiivinen vastustuspuolue 수오멘 악티비넨 바스투스투스푸올루에[*], 스웨덴어: Finska Aktiva Motståndspartiet)은 1904년에서 1908년 사이에 존재했던 핀란드 대공국의 정당이다. 러시아 제국의 동화정책에 반대하고 러시아로부터의 독립을 주장했고, 그 일환으로써 테러와 같은 폭력적 수단도 서슴지 않았다.
러일 전쟁이 발발한 뒤 콘니 칠리아쿠스가 스톡홀름에서 일본 주재무관 아카시 모토지로 대령과 접선했다. 칠리아쿠스는 러시아 제정에 반대하는 혁명집단들과 일본의 합작을 제안했다. 칠리아쿠스는 유럽 각지를 돌면서 튀르크족이나 폴란드인에 이르기까지 자신의 생각에 동의하는 반러 세력을 모았다. 1904년 10월 1일 파리에서, 그리고 1905년 4월 제네바에서 다양한 혁명집단들의 공동회합이 열렸고, 제집단은 무장반란을 일으키기로 결의하였다. 한편 핀란드에서는 레오 메켈린이 이끄는 호헌파는 폭력을 수단으로 인정하지 않았고, 카갈리라는 비밀결사를 통해 제정 및 총독부의 활동에 수동적으로 저항했다.
칠리아쿠스는 1904년 11월 17일 "핀란드 능동저항당" 신당 창당대회를 열었고, 요하네스 구메루스가 당주석으로 선출되었다. 능동저항당은 테러리즘 수행을 위한 무장단체도 산하에 갖추고 있었다. 1904년 봄, 능동저항당은 마티 투르키아가 이끄는 튀욀래삭티비스미(좌파 사회주의 무장투쟁)와 접선해 협력을 논의했다. 튀욀래삭티비스미는 비푸리와 퀴멘락소에서 특히 강성했다.
1905년 총파업 이후 능동저항당은 러시아의 혁명분자들에게 거처나 여권을 마련해주는 방식으로 도움을 주었다. 핀란드 탐페레에서 1906년 11월 러시아 사회민주노동당 대회가, 1907년 2월에는 사회주의혁명당 대회가 열렸다. 이런 대회는 핀란드의 부르주아 계열과 사회주의 계열 운동가들의 협조로 가능했다.
능동저항당의 당보는 『프리헤트』(Frihet→자유) 지였다. 창간호는 1905년 5월 15일 발행되었다. 또 『프람티드』, 『바스타이수스』 등 주간지도 발행했다. 능동저항당은 각종 불온서적, 무기, 폭발물을 핀란드로 밀수해 왔다. 이런 밀수행각 중 가장 유명한 것은 1905년 9월 SS 존 그래프턴 호 사건이다. 존 그래프턴 호는 일본 스톡홀름 주재무관 아카시 대령이 구매하여 능동저항당과 지원에 사용한 배였는데, 스위스제 소총 15,500정, 탄환 250만발, 잉글랜드 리볼버 2,500정, 폭발물 3톤을 적재했다. 하지만 존 그래프턴호는 핀란드로 오는 도중 피에타르사리 앞바다에서 좌초되었고, 무기 중 일부만 건져낼 수 있었다.
1905년 능동저항당은 러시아 공무원들에 대한 암살 미수를 여러 차례 벌였다. 1905년 3월 마티 레이니카가 비푸리 주 주지사 니콜라이 먀소제도프에게 총격을 가했지만 주지사는 부상에 그쳤다. 같은 해 7월 19일에는 학생 아르투리 살로바라가 원로원 광장에서 총독보 블라디미르 데우트리치에게 폭탄을 던졌다. 가을에는 해메 주 주지사 팝코프와 비푸리 주지사 먀소제도프에 대한 암살시도가 계속되었다. 화가 아사리아스 효르트가 팝코프에게 사제폭탄을 던졌으나 불발했다. 1905년 9월에는 헬싱키의 에리크 가 경찰서와 바사의 주지사 공관에서 폭탄이 터졌다.
1905년 헬싱키에서는 학생들의 테러가 활발했다. 8월에는 헬싱키 학생들이 카이보푸이스토에서 핀란드인 경찰에게 총을 쏘았고, 9월에는 러시아 수병 두 명이 부상을 입었다. 그 뒤 학생집단은 러시아 경찰관 두 명 에게 총격하여 한 명이 부상 악화로 죽었다. 그 뒤 에리크가 경찰서 폭파사것이 뒤따랐다. 이 학생 테러조직을 이끈 사람은 약사인 카를 뉘만이었다.
카리알라에서는 학생운동가 네 명이 러시아 황제 니콜라이 2세가 코이비스토에 사냥을 왔을 때 암살하기로 계획을 세웠다. 하지만 니콜라이가 페테르부르크로 돌아가 버리는 바람에 계획은 불발했다. 한편 비푸리에서는 칼레 프로코페라는 화공이 헌병중령 블라디미르 크라마렌코를 살해했다.
그러나 능동저항당은 차츰 쇠퇴하기 시작했다. 핀란드 사회민주당이 1906년 12월 오울루에서 열린 당대회에서 지하조직 운영에서 손을 떼겠다고 선언했다. 이는 노동자 계층의 능동저항당 협조를 감소시켰다. 결국 능동저항당은 폭력투쟁을 포기하고 새로이 이루어진 의회개혁에서 새 길을 모색하기로 했다. 능동저항당의 활동은 1908년 종료되었다.

## 참고 자료
- Mika Vuolle: Terroristien huima suunnitelma - itsenäinen Suomi, Aviisi 16/1996 보관됨 2011-01-30 - 웨이백 머신
- Mikko Lahtinen: Terrori ja poliittinen väkivalta Suomessa, Hic Rhodus blogi 13.8.2007
- Laati, Iisakki: Mitä Missä Milloin 1951, s. 136. Helsinki: Kustannusosakeyhtiö Otava, 1950.